# Парламентские выборы в Ливане (1947)
Парламентские выборы 1947 года в Ливане проходили 25 мая, в некоторых округах потребовался второй тур, состоявшийся 1 июня. Независимые кандидаты получили большинство мест в парламенте. Явка избирателей составила 61,5 %.

## Результаты выборов
| Партия                                       | Число набранных голосов | %   | Мест в парламенте | +/-          |
| -------------------------------------------- | ----------------------- | --- | ----------------- | ------------ |
| Независимые                                  |                         |     | 41                | +5           |
| Конституционный блок                         |                         |     | 12                | +6           |
| Армянская революционная федерация            |                         |     | 2                 | +1           |
| Армянская демократическая либеральная партия |                         |     | 0                 | -1           |
| Катаиб                                       |                         |     | 0                 | Новая партия |
| Национальный блок (Ливан)                    |                         |     | 0                 | -11          |
| Недействительные бюллетени                   |                         | -   | -                 | -            |
| Всего                                        | 167,853                 | 100 | 55                | 0            |
| Источник: Nohlen et al.                      |                         |     |                   |              |